# Ham Heung-chul
Ham Heung-chul (kor. 함흥철, ur. 17 listopada 1930 w Seulu, zm. 11 września 2000 na Seorak-san) – południowokoreański piłkarz i trener, występujący podczas kariery na pozycji bramkarza.

## Kariera klubowa
Ham podczas kariery piłkarskiej występował w Seoul Army Club i Daehan Tungsten.

## Kariera reprezentacyjna
W reprezentacji Korei Południowej Ham występował w latach 1954-1965. W 1954 zdobył srebrny medal igrzysk azjatyckich. W tym samym roku został powołany do kadry na mistrzostwa świata. Na mundialu w Szwajcarii był rezerwowym i nie wystąpił w żadnym meczu. W 1956 wygrał inauguracyjną edycję Pucharu Azji.
W 1958 po raz drugi zdobył srebrny medal igrzysk azjatyckich. W 1960 po raz drugi wygrał Puchar Azji. W 1962 po raz trzeci zdobył srebrny medal igrzysk azjatyckich. W 1964 uczestniczył w igrzyskach olimpijskich w Tokio. Na turnieju w Japonii wystąpił we wszystkich trzech meczach z Czechosłowacją, Brazylią i Egiptem. Ogółem w reprezentacji Korei rozegrał 42 mecze.

## Kariera trenerska
Po zakończeniu kariery piłkarskiej Ham został trenerem. W latach 1972, 1974-1976 i 1978-1979 był selekcjonerem reprezentacji Korei Południowej. W latach 1982–1985 trenował klub Hallelujah. W 1983 wygrał z nim inauguracyjny sezon K-League. Za to osiągnięcie Ham został uhonorowany tytułem najlepszego trenera 1983 roku w Korei.
Zginął w wypadku podczas wędrówki na górę Seorak-san.